# Rick Warden
Rick Warden (* 29. September 1971 in England) ist ein britischer Schauspieler.

## Leben
Rick Warden tritt seit Mitte der 1990er Jahre als Schauspieler in Erscheinung und war seither in rund 70 Film- und Fernsehproduktionen zu sehen. Er ist vor allem durch seine Rolle als Leutnant Harry Welsh in der HBO-Serie Band of Brothers – Wir waren wie Brüder von Steven Spielberg bekannt. Außerdem spielte er in der erfolgreichen Serie Rom, ebenfalls von HBO, den Quintus Valerius Pompeius.

## Filmografie (Auswahl)
- 1995: E wie Ecstasy (Loved Up, Fernsehfilm)
- 1998: Inspektor Wexford ermittelt (Ruth Rendell Mysteries, Fernsehserie, 3 Folgen)
- 1999: Bravo Two Zero – Hinter feindlichen Linien (Bravo Two Zero)
- 2002: Ernest Shackleton (Shackleton, Miniserie, 2 Episoden, als John Vincent)
- 2001: Band of Brothers – Wir waren wie Brüder (Band of Brothers, Miniserie)
- 2003: Hautnah – Die Methode Hill (Wire in the Blood, Fernsehserie, 1 Folge)
- 2004: Liebe lieber indisch (Bride & Prejudice)
- 2005: Rom (Fernsehserie)
- 2006: Renaissance
- 2008: Doomsday – Tag der Rache (Doomsday)
- 2010: Holby City (Fernsehserie)
- 2014: George Gently – Der Unbestechliche (Inspector George Gently, Fernsehserie, 1 Folge)
- 2014: Inspector Banks (DCI Banks, Fernsehserie, 2 Folgen)
- 2015, 2016: Indischer Sommer (Indian Summers, Fernsehserie, 20 Folgen)
- 2019: Hellboy – Call of Darkness (Hellboy)
- 2019, 2021: Casualty (Fernsehserie, 11 Folgen)
- 2022: Tod auf dem Nil (Death on the Nile)
- 2022: Vera – Ein ganz spezieller Fall (Vera, Fernsehserie, 1 Folge)
- 2022: Trigger Point (Fernsehserie, 2 Folgen)
- 2022: Industry (Fernsehserie, 1 folge)